# Хверагерди
Хверагерди или Кверагерди (исл. Hveragerði) — маленький городок и община на юге Исландии, расположенный в 45 км к востоку от Рейкьявика у окружной автодороги. Население: 2281 человек (2008 год).
Прилегающие области являются частью вулкана Хенгидль. Городок известен своими оранжереями, которые оттапливаются теплыми вулканическими водами.
К югу от Хверагерди находится порт Торлауксхёбн из которого ранее действовала паромная переправа в Вестманнаэйяр.